# 大同街道 (师宗县)
大同街道，是中华人民共和国云南省曲靖市师宗县下辖的一个街道办事处。
2013年10月20日，云南省人民政府批复同意撤销丹凤镇，设立丹凤街道、漾月街道、大同街道。

## 行政区划
大同街道下辖以下地区：
大同村、石碑村、官庄村、新安村、米车村、牛速村、阿梅者村、糯白村、黑那村、长桥村和色从村。